# Avspark (fotboll)
Avspark är en fast situation i fotboll som används för att starta en halvlek, förlängningshalvlek eller återuppta matchen efter ett mål. Avspark står under regel 08 "Spelets start och återupptagande" i Spelregler för fotboll 2017.

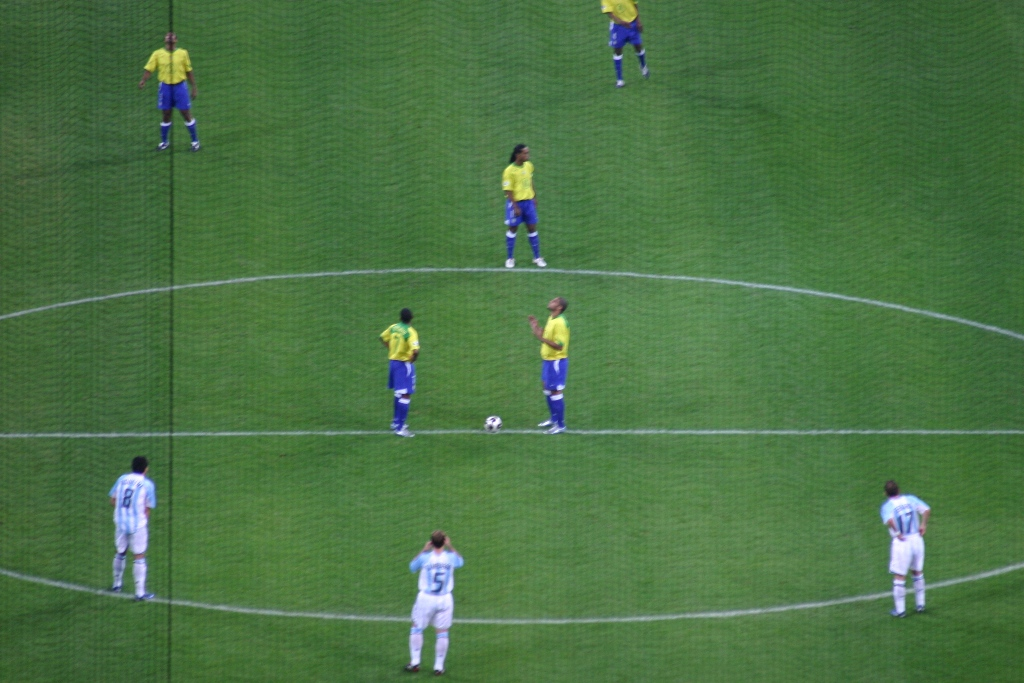
En avspark ska tas.

## Regel

### Var?
Bollen ska vara placerad på mittpunkten när avsparken görs.

### Hur?
Vid avspark ska alla motståndare befinna sig minst 9,15 m (10 yards) bort från bollen vilket markeras med mittcirkeln. Bollen får numera spelas i alla riktningar men till och med 2016 års regelbok var regeln så att endast framåtspel var regelrätt. Alla spelare i vardera lag ska befinna sig på deras respektive planhalva. Mål får göras direkt på avspark. Självmål går dock inte utan då blir det hörnspark. Spelet sätts igång när bollen vidrörs först och tydligt rör på sig. Om spelaren som rör bollen först rör den igen utan att någon annan rört den emellan ska det bestraffas med en indirekt frispark. Innan 2017 då bollen behövde spelas framåt var det vanligt med två spelare inne i mittcirkeln för att inte bli av med bollen när den spelas framåt, nuförtiden brukar dock endast en spelare befinna sig vid mittpunkten då den kan spela bollen till sina medspelare på domarens signal.